# Ведищево
Ведищево — деревня в городском округе Домодедово Московской области России. До 2006 года относилась к Угрюмовскому сельскому округу.
Ближайшее почтовое отделение находится в селе Добрыниха (3 км от Ведищево). В Ведищево имеется садоводческое некоммерческое товарищество «Василёк».

## Население
| 2002 | 2010 |
| ---- | ---- |
| 3    | ↗6   |

## Расположение
Деревня находится на правом берегу речки Люторки в месте впадения в неё одного из притоков. Ближайшие населённые пункты — деревни Угрюмово и Щеглятьево, находящиеся в полутора километрах от деревни.
- Расстояние от административного центра сельского округа — деревни Угрюмово
  - 1,5 км на северо-восток от центра деревни
  - 1 км по дороге от границы деревни
- Расстояние от административного центра района — города Домодедово
  - 30 км на юг от центра города
  - 38 км по дороге от границы города